# كام آز يو آر
«كام آز يو آر» (بالإنجليزية: Come as You Are)‏ هي أغنية لفرقة الروك الأمريكية نيرفانا، كتبها كيرت كوبين وتم إصدارها كأغنية مفردة ثانية من ألبوم الإستديو الثاني للفرقة نيفرمايند في عام 1992. «كام آز يو آر» هي الأغنية الثانية للفرقة التي تصل على قائمة أفضل 40 أغنية في الولايات المتحدة، وأيضاً هي ثاني أغنية تصل لأفضل 10 أغاني على قائمة الأغاني المفردة الأعلى مبيعاً في المملكة المتحدة.

## روابط خارجية
- كام آز يو آر على موقع أول موفي (الإنجليزية)